# Grethe Sønck
Grethe Sønck (nombre de nacimiento, Grethe Ingeborg Nielsen Hald; Hjerm, cerca de Struer, 16 de julio de 1929 – 12 de febrero de 2010) fue una actriz y cantante danesa.
En 1946, ganó un concurso de canción y, un año después, fue cantante en el Restaurante Sommerlyst de Dyrehavsbakken. Como actriz, empezó en Cirkusrevyen en Dyrehavsbakken en 1962.
Sønck se casó con Hjalmar Nicolausen en 1952 hasta 1960 cuando se divorciaron. Posteriormente, se casó con Sejr Volmer-Sørensen en 1968 hasta su muerte en 1982.

## Filmografía
- Elefanter på loftet (1960)
- Soldaterkammerater på efterårsmanøvre (1961)
- Don Olsen kommer til byen (1964)
- Der var engang (1966)
- Naboerne (1966)
- The Olsen Gang (1968)
- Dage i min fars hus (1968)
- Midt i en jazztid (1969)
- Revykøbing kalder (1973)
- Prins Piwi (1974)
- Familien Gyldenkål sprænger banken (1976)
- Krummerne (1991)
- Roser & persille (1993)
- Olsen-bandens sidste stik (1998)
- Krummerne – Så er det jul igen (2006)